# Стратонович, Руслан Леонтьевич
Руслан Леонтьевич Страто́нович (31 мая 1930, Москва — 13 января 1997, там же) — советский и российский учёный. Один из создателей теории стохастических дифференциальных уравнений (другое название — стохастическое исчисление).

## Биография
Руслан Стратонович родился 31 мая 1930 года в Москве. Экстерном окончил школу и получил золотую медаль. В 1947 году поступил на физический факультет Московского государственного университета. Был профессором на физическом факультете Московского государственного университета.
Умер в 1997 году. Похоронен на Хованском кладбище.

## Достижения
Стратонович создал стохастическое исчисление, которое является альтернативой к теории интеграла Ито и удобно для применения при описании физических проблем. Ввёл стохастический интеграл Стратоновича. Решил проблему оптимальной нелинейной фильтрации, базируясь на своей теории условных марковских процессов. Теория условных марковских процессов была темой его докторской диссертации. Ввёл понятие фильтра Стратоновича; линейный фильтр Кальмана — специальный случай фильтра Стратоновича. Занимался теорией информации (1965). Его последняя книга посвящена нелинейной неравновесной термодинамике.
Государственная премия РФ «За цикл работ „Стохастические методы в классической и квантовой статистической физике и теории измерений“» (1996).
Преобразование Хаббарда-Стратоновича в статистической физике и теории поля являются классическим подходом для решения большого класса теоретико-полевых проблем с парным взаимодействиями между частицами (спинами). Они позволяют свести парные взаимодействия к взаимодействию одиночных частиц (спинов) с полем и получить аналитическое выражение для статистической суммы. Классическим примером использования преобразований Хаббарда-Стратоновича является точное решение одномерной модели Изинга с бесконечным радиусом взаимодействия между частицами. Эти преобразования также используются при статистическом и теоретико-полевом описании других систем, например, полимеров.